# 13244 Dannymeyer
13244 Dannymeyer (tên chỉ định: 1998 MJ14) là một tiểu hành tinh vành đai chính. Nó được khám phá thông qua Catalina Sky Survey ngày 26 tháng 6 năm 1998. Nó được đặt theo tên Danny Meyer, a New York City-area restaurateur.